# Корир, Шедрак
Шедрак Кибет Корир — кенийский бегун на средние дистанции, который специализировался в беге на 1500 метров. Бронзовый призёр чемпионата мира 2007 года с результатом 3.35,04. Занял 5-е место на чемпионате мира в помещении 2006 года в беге на 3000 метров с результатом 7.47,11.

## Достижения
- 3-е место на мемориале Ван-Дамма 2006 года — 3.32,41
- 2-е место на Golden Gala 2007 года — 3.31,18
- 3-е место на ISTAF 2007 года — 3.35,55
- 3-е место на ISTAF 2008 года — 3.31,99